# Варсис Едески
Варсис Едески (грч. Βαρσης, Барса, Варса, Варс; у. 378) - епископ града Едесе, хришћански светитељ. 
Православна црква га помиње 25. августа заједно са Светиим исповедницима едеским и 15. октобра.

## Биографија
До 361. године, Варсис је био епископ Харана, а затим је изабран за епископа Едесе. Према Созомену, он је био само титуларни епископ „ради части и, такорећи, као награда за живот“, хиротонисан као епископ. Вероватно је и он, као и Евлогије Едески, прво добио чин епископа, а потом тек постао управник епархије. Према Едеској хроници, 370. године, уз учешће Варсиса, у Едеси је подигнута велика крстионица.
Током периода аријанских спорова, Варсис је бранио праваославну веру утврђену на Никејском сабору. Према Теодориту, он је био познат не само у Едеси, већ и „у Феникији, и у Египту и Теваиди, јер је са светиљком своје врлине обилазио све ове крајеве“. Због тога га је у септембру 373. цар Валенс прогнао на острво Арад. На острву се прославио као човек испуњен апостолском благодаћу, који је речју исцељивао болести. По Теодориту, на Араду је „његова постеља сачувана и тамо ужива највеће поштовање, јер многи болесници, полажући се на њу, вером добијају здравље“. Због чињенице да је мноштво народа почело да хрли к њему, цар Валенс је Барсиса протерао у Оксиринх (Египат), а затим у граничну тврђаву Фенон. Умро у изгнанству 378. године.
Варсис је дописивао са Василијем Великим. Сачувана су два писма светог Василија епископу Варсису.